# Jeanne d’Arc – Szenen aus dem Leben der Heiligen Johanna
Jeanne d’Arc – Szenen aus dem Leben der Heiligen Johanna ist eine Oper (Originalbezeichnung: „Handlung“) in drei Teilen und einem Vorspiel op. 57 von Walter Braunfels mit einem eigenen Libretto nach den Prozessakten der Jeanne d’Arc von 1431. Sie entstand zwischen 1938 und 1942, wurde aber erst am 31. August 2001 konzertant in Stockholm und am 27. April 2008 szenisch an der Deutschen Oper Berlin uraufgeführt.

## Handlung

### Erster Teil: „Die Berufung“
Erste Szene – Ärmliche Weidelandschaft
Während in der Ferne der Schein einer Feuersbrunst herüberleuchtet, versammelt sich das französische Volk vor einem großen Kruzifix und fleht Gott um Hilfe vor dem Wüten der feindlichen Soldaten an. Johanna sitzt etwas abseits unter einem Baum, in dem ein mysteriöses Licht erstrahlt. In einer Vision sieht sie die Heilige Katharina und die Heilige Margarete, die ihre Verheißung bekräftigen, dass Johanna ausersehen sei, die Stadt Orléans zu befreien und den Dauphin zur Krönung nach Reims zu führen. Sie werde noch im Laufe dieses Tages durch eine Offenbarung erfahren, was sie zu tun habe. Johanna vertraut der Vision und sieht ihrer Zukunft zuversichtlich entgegen. Als der Schäfer Colin ihr einen im Moor gefundenen Helm zeigt, setzt Johanna diesen zu seiner Verwunderung auf. Ihr Vater Jacobus von Arc kommt hinzu und fordert sie auf, den Helm wieder abzunehmen, da er nur für Männer tauge. Besorgt warnt er sie vor der drohenden Kriegsgefahr und erzählt ihr von einem Traum, in dem er sie mit Soldaten fliehen gesehen habe. Sie soll daher sicherheitshalber noch heute zu ihrem Stiefbruder, dem Ritter Baudricourt, auf die Burg von Vaucouleurs reisen. Johanna erhält ein Pferd, und Colin soll sie begleiten. Vor dem Abschied segnet Jacobus seine Tochter mit Hinweisen auf die Reise des Tobias im Buch Tobit. Nachdem er gegangen ist, bleibt Johanna einen Moment alleine unter dem Baum stehen. Da erscheint der Heilige Michael neben dem Kruzifix und gemahnt sie an ihre Aufgabe. Er schreitet langsam auf einer Wolke davon, und Johanna folgt ihm mit verklärtem Blick.
Zweite Szene – Geräumiges Zimmer im ersten Stock der Burg von Vaucouleurs
Baudricourt ist ungehalten über Johanna, die ihn ununterbrochen anfleht, sie zum Dauphin ziehen zu lassen. Er hat sie bereits einsperren lassen und ihr Schläge angedroht, ohne einen Sinneswandel zu erreichen. Bertrand de Poulengy rät ihm, nachzugeben und den Dauphin über sie zu informieren. Möglicherweise würde er sie ja empfangen. Baudricourt hat dies allerdings schon getan und wartet ungeduldig auf Antwort. Baudricourts Frau Lison glaubt, dass die erzwungene Anwesenheit Johannas die Ursache dafür sei, dass ein Schwein eine Fehlgeburt hatte, die Hühner keine Eier mehr legen und die Kuh krank wurde. In diesem Augenblick hört man Rufe vom Hof. Johanna wird vom Volk bedrängt, endlich zum König zu gehen. Baudricourt ruft sie herein, um sie zur Rede zu stellen. Sie erklärt, dass sie von Gott zu ihm gesandt worden sei, damit sie hier Geleit finde. Obwohl Lison und Colin sich für sie einsetzen, bleibt Baudricourt bei seiner Entscheidung. Da sprengt ein Reiter in den Hof. Der königliche Marschall Gilles de Rais (genannt „Blaubart“) ist gekommen, um Johanna zum König nach Schloss Chinon zu bringen. Zu seiner Überraschung erkennt sie Gilles sofort und macht eine Andeutung über seine düstere Zukunft. Poulengy und Colin wollen Johanna zum König begleiten. Sie zieht sich kurz zurück, um ritterliche Kleidung anzulegen, und macht sich anschließend mit den anderen auf den Weg. Lison ist zuversichtlich, dass der Fluch nun gelöst sein wird.
Dritte Szene – Großes Gemach im Schloss Chinon
Es ist früher Morgen. Grübelnd über sein Leben tritt der Dauphin (Karl von Valois) aus einem kleinen Nebenzimmer herein. Er rätselt über den Grund, weshalb er von seiner eigenen Mutter nicht akzeptiert wird, und vermutet, dass er möglicherweise ein Bastard sei. Zwar verspürt er eine Berufung zur Herrschaft, will sie jedoch nicht annehmen, wenn er nicht der echte Erbe Frankreichs ist. Er bittet um ein göttliches Zeichen. Als ein Page die Herren Alençon und La Trémouille ankündigt, zieht er sich schnell zurück. Die beiden unterhalten sich über die schlimme Lage im Land: Die Einwohner von Orléans flehen um Hilfe, doch der Hof hat nicht einmal genug Geld für Nahrungsmittel, geschweige denn für Soldaten. Beide lachen grob, als sie aus dem Fenster beobachten, wie ein Kriegsknecht ins Wasser fällt und ertrinkt. Da tritt Gilles de Rais ein und verlangt Zugang zum König. Er ist überzeugt, dass Johanna Wunder wirken könne, und erzählt von einem Erlebnis auf dem Weg hierher: Nachdem sie von einem Soldaten verhöhnt wurde, habe sie diesem den baldigen Tod prophezeit. Kurz darauf sei er von seinem Pferd in den Fluss geworfen worden und ertrunken – das hatten Alençon und La Trémouille beobachtet.
Eine Abordnung der Bürger von Orléans unter der Führung von Florent d’Illiers berichtet von der schlimmen Lage der seit fünf Monaten von den Engländern belagerten Stadt, die inzwischen kurz vor der Übergabe stehe. Der Dauphin fordert Blaubart auf, das von ihm angekündigte Wunder zu benennen. Alle blicken zu Boden. Da erscheint der Heilige Michael in Gestalt eines Jünglings in schwarzer Rüstung. Er berührt die Wachen mit seinem Schwert, die ohnmächtig niedersinken. Dann verbeugt er sich vor dem Dauphin und verschwindet wieder. Jetzt steht Johanna vor der Tür. Scherzhaft setzt sich Alençon auf den Thron, um die Rolle des Dauphins zu übernehmen. Sie lässt sich jedoch nicht beirren und kniet vor dem echten Dauphin nieder. Um diesen von seinen Selbstzweifeln zu befreien, erklärt sie, dass er wirklich der echte Sohn des vorigen Königs sei und die Kraft zum Sieg in seinem Herzen trage. Zuerst müsse er jedoch Orléans befreien. Gilles de Rais ruft aus dem Fenster, dass es jetzt nach Orléans gehe. Volk strömt in den Saal und jubelt Johanna zu. Gilles de Rais verkündet, dass er seinen gesamten Besitz für den Feldzug geben werde. Johanna erbittet sich vom Dauphin eine weiße Fahne mit zwei Engeln vor dem Bild des Herrn und der Inschrift „Jesus und Maria“. Das von Karl angebotene Schwert lehnt sie ab, da ihr ein anderes „an geweihtem Ort“ verheißen sei. Abgesehen von La Trémouille sind jetzt alle überzeugt von ihrer göttlichen Sendung und glauben an den Sieg.
Zwischenspiel
Vor geschlossenem Vorhang beklagt La Trémouille, dass nun der Abschaum der Bevölkerung herauskomme, um einem Bauernmädchen zu folgen. Sogar kluge Leute wie Alençon und Blaubart seien ihr verfallen. Er ist offenbar der Einzige, der sich nicht blenden lässt. Johanna wird fallen und er selbst aufsteigen.

### Zweiter Teil: „Triumph“
Vor der Kathedrale von Reims
Auf dem Platz vor der Kathedrale beobachtet das Volk die zur Königskrönung in die Kirche eintretenden Edelleute und Geistlichen. Alle sind gespannt auf Johanna, die ebenfalls kommen soll. Unter den Wartenden befinden sich auch Colin und Jacobus. Johanna drängt sich durch einen Umhang getarnt durch die Menge und begrüßt ihren Vater liebevoll. Auch er ist jetzt von ihrer Mission überzeugt und entschuldigt sich für seine früheren Zweifel. Als die Rufe des Volks zunehmen, eilt sie fort, da sie dem künftigen König die Fahne vorantragen soll. So geschieht es. Der Erzbischof von Reims begrüßt den Dauphin, das Tor öffnet sich, und Johanna und der Dauphin ziehen mit ihrem Gefolge ein. Die Pforte wird geschlossen. Während aus der Kirche zeremonieller Gesang erklingt, unterhalten sich draußen La Trémouille und Alençon über ihre unterschiedlichen Ansichten zu Johanna. Die Tore öffnen sich wieder, und man sieht, wie der Erzbischof im hellen Kerzenschein den König salbt. Gilles de Rais erklärt dem Volk, dass die Krönung nur durch die Wundertätigkeit der Jungfrau möglich wurde. Die Menge jubelt ihr zu.

### Dritter Teil: „Das Leiden“
Erste Szene – Wald von Compiègne
Johanna ruht am frühen Morgen unter einer großen Eiche, in deren Laub sich allmählich die Heiligen zeigen. Sie hat nach dem misslungenen Angriff auf Paris Zweifel an ihrem Auftrag bekommen. Die Heiligen reden ihr das aus, weisen aber darauf hin, dass auch Jesus gefangen genommen wurde. Johanna solle sich bereit machen, denn die Stunde sei nahe. Colin und Gilles de Rais kommen herbei. Letzter sorgt sich um Johanna, da sie stets die gefährlichsten Aufgaben übernimmt. Er könnte es nicht ertragen, wenn ihr etwas zustieße. Dennoch macht sich Johanna allein mit ihrer Fahne auf den Weg in den Wald, um die Engländer auszukundschaften. Diese stürzen aus dem dichten Gebüsch und nehmen Johanna fest. Bei seinem Versuch, sich zu ihr durchzuschlagen, wird Colin erschlagen. Gilles de Rais versucht, den Engländern zu folgen.
Zweite Szene – Gefängnis
Obwohl Johanna widerrufen hat, wurde sie nicht freigelassen. Der Vicar-Inquisitor verkündet ihr zwar die Rücknahme der Exkommunikation, doch gleichzeitig wurde sie zu lebenslanger Kerkerhaft verurteilt. Männer im schwarzen Harnisch ketten sie an die Mauer. Johanna ist verzweifelt. Sie glaubt, durch ihr Scheitern die Mutter Gottes verraten zu haben und sinkt ohnmächtig nieder. Zu ihren Füßen erscheinen die Heilige Katharina und die Heilige Margarete, die Johanna bedauern und erklären, dass ihr Widerruf falsch war. Im Hintergrund beklagen Baudricourt und Lison das Schicksal Johannas. Sie sorgen sich um die Zukunft Frankreichs. La Trémouille dagegen sieht seine Voraussagen erfüllt. Dem König gegenüber bezeichnet er Johanna als schwärmerische Versagerin.
Wie „boshafte Schemen“ erscheinen der König, Alençon, Baudricourt und La Trémouille vor Johanna und machen ihr Vorwürfe. In einer Vision sieht sie den Heiligen Michael in strahlendem Licht mit ihrer Fahne, der sie auffordert, ihr zum ewigen Ruhm zu folgen. Er ergreift ihre Hand, und ihre Ketten fallen ab. Wie im Traum beobachtet sie ihre eigene Hinrichtung auf dem Scheiterhaufen. Der Heilige Michael erklärt ihr, dass sie leiden müsse, damit Frankreich leben könne.
Gilles de Rais dringt als Kapuziner verkleidet ins Gefängnis ein, um Johanna zu befreien. Sie ist jedoch fest entschlossen, ihr Schicksal zu erfüllen, da sie sich mit dem Himmel vermählt sieht. Trotz seiner Verzweiflung gibt Gilles de Rais die Hoffnung auf ein neues Wunder nicht auf.
Schlussszene – Gerichtssaal in Rouen mit Ausblick auf den Marktplatz
Das Gericht tagt unter den Vorsitz Bischof Cauchons, der nach Johannas Unterschrift unter ihren Widerruf mit der Richtigkeit seines Vorgehens prahlt. Da tritt Johanna herein, um den Widerruf zurückzunehmen. Sie beharrt darauf, ihren Auftrag von den Heiligen und von Gott erhalten zu haben, und will dies bis in den Tod bekräftigen. Damit hat sie ihr eigenes Urteil gesprochen. Der Bischof lässt sie zur sofortigen Hinrichtung auf dem Scheiterhaufen abführen. Gilles de Rais, der diese Szene beobachtet hat, erwartet noch immer ein Wunder. Als jedoch das Volk draußen aufschreit und Rauch durch das Fenster dringt, bricht er zusammen. Das Wunder findet dennoch statt: Das Volk berichtet, dass Johannas Herz in den Flammen unversehrt blieb und eine Taube aus der Asche zum Himmel aufflog – ein Beweis für ihre Unschuld. Sogar der Vicar-Inquisitor erkennt: „Wir haben eine Heilige verbrannt!“ Mit einem dreimaligen Ausruf ihres Namens durch den Chor endet die Oper.

## Gestaltung
Die Oper besitzt drei Teile mit den Titeln „Berufung“, „Triumph“ und „Leiden“, mit denen Braunfels offenbar auf die Lebensgeschichte des Jesus von Nazaret anspielt. Es gibt eine Reihe von Gemeinsamkeiten mit der Gattung des Passionsoratoriums, beispielsweise Turba-Chöre oder einen Schlusschor. Auch die Szene mit der Gefangennahme Johannas oder die Gerichtsszene haben direkte Entsprechungen in der Passions-Handlung.
Formal und musikalisch wendet sich Braunfels in diesem Spätwerk von der Tradition Richard Wagners oder Richard Strauss’ ab. Die Musik ist nicht durchkomponiert, sondern in acht separate Abschnitte unterteilt, die wie einzelne „Miniaturopern“ wirken. Die meisten von ihnen werden durch ein Instrumentalvorspiel eingeleitet, das den musikalischen Charakter vorgibt. Jeder Abschnitt besitzt eigene Themen und einen Spannungsbogen, nach dessen Höhepunkt der Vorhang herabgelassen wird.
Die einzelnen Charaktere sind musikalisch unterschiedlich dargestellt. Die Großzügigkeit und das Engagement des jungen Gilles de Rais bezeichnen „ein punktiert galoppierender Rhythmus und noble Bläser-Akkorde“ (Zitate nach Jörg Handstein). Zugleich verweist bereits der „zögerliche, harmonisch unbestimmte Nachsatz“ auf dessen instabilen Charakter. Der cholerische Baudricourt ist durch grobe Akkordschläge gekennzeichnet. Mit Chromatik durchdrungene Triolen zeigen seine Sorgen zu Beginn seiner Szene. Nach der glücklichen Abreise Johannas erscheint dasselbe Motiv optimistisch diatonisch gewandelt. Baudricourts eher schlicht gesinnter Frau Lison ist lediglich ein „kleines harmonisch groteskes Terzfall-Motiv“ zugewiesen. La Trémouille, der in der Oper bedeutendste Gegenspieler Johannas und ihrer Glaubenswelt, wird mit einem „skurrile[n] Lachmotiv in Sechzehnteln“ vorgestellt. Das Werk beginnt mit einem Fanfarenmotiv, dass später dem Heiligen Michael zugeordnet wird und als Hauptmotiv der Oper für Johannas göttliche Mission und ihren Mut steht. Es bildet den „symbolischen Schnittpunkt zwischen Jenseits und weltlichem Geschehen“. All diese charakteristischen Motive sind nicht mit Leitmotiven im Sinne Wagners zu verwechseln, sondern dienen eher als Erkennungszeichen wie in einer Filmmusik.
Eine Besonderheit der Oper, die Braunfels’ Abwendung von den Techniken Wagners kennzeichnet und ebenfalls auf filmische Techniken hinweist, sind die schnellen Schnitte innerhalb der einzelnen Szenen – im Wechsel zwischen Soli und Chor oder verschiedenen gleichzeitig stattfindenden Handlungsteilen. In der Krönungsszene beispielsweise wechselt der Fokus mehrfach zwischen der liturgischen Handlung in der Kirche und dem im Vordergrund stattfindenden Dialog Alençons und La Trémouilles. Diese Technik ermöglicht Braunfels eine besonders „real“ wirkende Darstellung der Handlung. Sie ermöglicht in der Gefängnisszene auch das Durchdringen von Johannas Traumvision und der Wirklichkeit. Beide Ebenen erscheinen somit als „zwei Seiten derselben Realität“.

### Orchester
Die Orchesterbesetzung der Oper enthält die folgenden Instrumente:
- Holzbläser: drei Flöten (3. auch Piccolo), zwei Oboen, Englischhorn, Altsaxophon in Es, zwei Klarinetten in A und B, Bassklarinette in B, zwei Fagotte, Kontrafagott
- Blechbläser: vier Hörner in F, E und Es, drei Trompeten in C, drei Posaunen, Basstuba
- Pauken, Schlagzeug (vier Spieler): Celesta, Glockenspiel, Xylophon, Glocken, Becken, kleine Trommel, große Trommel
- Harfe
- Klavier (auch Orgel)
- Streicher
- Bühnenmusik: vier Trompeten in B

## Werkgeschichte
Jeanne d’Arc ist die letzte Oper des Komponisten Walter Braunfels.:48  Er komponierte sie in den Jahren 1938 bis 1942 in Überlingen während seiner Zeit der Inneren Emigration, nachdem er von den Nationalsozialisten verfemt und seine Werke mit einem Aufführungsverbot belegt worden waren. Inspiration zu diesem Werk erhielt er durch eine deutschsprachige Veröffentlichung der Prozessakten. Die christliche Religion hatte für Braunfels eine große Bedeutung, seit er während des Ersten Weltkriegs vom protestantischen zum katholischen Glauben übergetreten war. Im Schicksal Johannas sah er Parallelen zu einem eigenen Leben. Das Libretto schrieb Braunfels selbst,:3 wobei er sich eng an die Akten hielt. Er erinnerte sich später, dass er nach der Uraufführung von Paul Hindemiths Oper Mathis der Maler in Zürich 1938 zu der Überzeugung gelangt war, einen besseren Text schreiben zu können als Hindemith. Weitere Anregungen erhielt er durch George Bernard Shaws Drama Saint Joan.
Das Werk wurde erst am 31. August 2001 in Stockholm uraufgeführt. Manfred Honeck leitete das Swedish Radio Symphony Orchestra, den Swedish Radio Choir und den Eric Ericson Kammerchor. Die Titelrolle sang Juliane Banse. Die weiteren Mitwirkenden waren Robert Künzli (Hl. Michael), Letizia Scherrer (Hl. Katharina), Annely Peebo (Hl. Margarete), Gunnar Gudbjörnsson (Karl von Valois), Dankwart Siegele (Erzbischof von Reims), Andreas Schulist (Cauchon und Bertrand de Poulengy), Ralf Lukas (Vicar-Inquisitor), Peter Lika (Jacobus von Arc), Ulrik Qvale (Colin), Terje Stensvold (Gilles de Rais), Günter Missenhardt (Herzog von La Trémouille), Thomas Cooley (Herzog von Alençon), Per-Arne Wahlgren (Ritter Baudricourt), Annika Hudak (Lison), Wolfgang Klose (Florent d’Illiers), Robert Morvai (Englischer Hauptmann) und Gabriele Weinfurter-Zwink (Page). Ein Mitschnitt wurde auf CD veröffentlicht.
Am 21. Dezember desselben Jahres gab es im Gasteig in München die ebenfalls konzertante deutsche Erstaufführung, erneut mit Juliane Banse als Johanna. Gunnar Gudbjörnsson sang den Dauphin, Terje Stensvold den Gilles de Rais und Ralf Lukas den Inquisitor. Manfred Honeck dirigierte das Symphonieorchester des Bayerischen Rundfunks und die Regensburger Domspatzen. Der Radiosender BR 4 übertrug die Vorstellung live.
Die szenische Uraufführung fand am 27. April 2008 an der Deutschen Oper unter der Leitung von Ulf Schirmer statt. Die Inszenierung erarbeiteten Anna-Sophie Mahler, Søren Schuhmacher und Carl Hegemann nach einem Konzept des schwer erkrankten Regisseurs Christoph Schlingensief. Die Solisten waren Mary Mills (Johanna), Paul McNamara (Hl. Michael), Anna Fleischer (Hl. Katharina), Julia Benzinger (Hl. Margarete), Daniel Kirch (Karl von Valois), Nathan Myers (Erzbischof von Reims und Florent d’Illiers), Peter Maus (Cauchon), Simon Pauly (Vicar-Inquisitor), Ante Jerkunica (Jacobus von Arc), Paul Kaufmann (Colin), Morten Frank Larsen (Gilles de Rais), Lenus Carlson (Herzog von La Trémouille), Jörg Schörner (Herzog von Alençon), Markus Brück (Ritter Baudricourt), Nicole Piccolomini (Lison) und Clemens Bieber (Bertrand de Poulengy). Während der Aufführung wurden von Schlingensief aufgenommene Videos von Todesriten in Nepal gezeigt. Die Aufführung vom 17. Mai 2008 wurde live auf Deutschlandradio Kultur übertragen. In der Kritikerumfrage der Zeitschrift Opernwelt 2007/2008 wurde die Produktion als „Wiederentdeckung des Jahres“ ausgezeichnet.
Bei den Salzburger Festspielen 2013 gab es eine weitere konzertante Aufführung unter Manfred Honeck mit Juliane Banse in der Titelrolle, die live im Radio Österreich 1 übertragen wurde.
Die zweite szenische Produktion wurde 2016 im Staatenhaus in Köln, der Ausweichspielstätte der Kölner Oper, vorgestellt. Hier leitete Lothar Zagrosek das Gürzenich-Orchester. Bei der Premiere übernahm wegen krankheitsbedingter Ausfälle kurzfristig Juliane Banse die Titelrolle, während die Regisseurin Tatjana Gürbaca auf der Bühne agierte. Die weiteren Hauptrollen sangen Luke Stoker (Erzbischof von Reims), Matthias Klink (Karl von Valois) und Oliver Zwarg (Gilles de Rais).

## Aufnahmen
- 31. August 2001[A 5] – Manfred Honeck (Dirigent), Swedish Radio Symphony Orchestra, Swedish Radio Choir, Eric Ericson Kammerchor.
 Juliane Banse (Johanna), Robert Künzli (Hl. Michael), Letizia Scherrer (Hl. Katharina), Annely Peebo (Hl. Margarete), Gunnar Gudbjörnsson (Karl von Valois), Dankwart Siegele (Erzbischof von Reims), Andreas Schulist (Cauchon und Bertrand de Poulengy), Ralf Lukas (Vicar-Inquisitor), Peter Lika (Jacobus von Arc), Ulrik Qvale (Colin), Terje Stensvold (Gilles de Rais), Günter Missenhardt (Herzog von La Trémouille), Thomas Cooley (Herzog von Alençon), Per-Arne Wahlgren (Ritter Baudricourt), Annika Hudak (Lison), Wolfgang Klose (Florent d’Illiers), Robert Morvai (Englischer Hauptmann), Gabriele Weinfurter-Zwink (Page).
 Mitschnitt der konzertanten Uraufführung aus der Berwaldhalle Stockholm.
 Auszeichnung mit dem Echo Klassik 2011 als „Welt-Ersteinspielung des Jahres“.[13]
 Premiere Opera 2568-2 (2 CDs); Decca 476 3978.[4][5][14]
- 21. Dezember 2001 – Manfred Honeck (Dirigent), Symphonieorchester des Bayerischen Rundfunks, Chor des Bayerischen Rundfunks München, Regensburger Domspatzen.
 Sänger-Besetzung wie bei der konzertanten Uraufführung am 1. September 2001.
 Mitschnitt der konzertanten deutschen Erstaufführung aus der Philharmonie im Münchener Gasteig.
 Direktübertragung im Radio BR 4.[7]
- 17. Mai 2008 – Ulf Schirmer (Dirigent), Orchester und Chor der Deutschen Oper Berlin.
 Mary Mills (Johanna), Paul McNamarra (Hl. Michael), Anna Fleischer (Hl. Katharina), Julia Benzinger (Hl. Margarete), Daniel Kirch (Karl von Valois), Nathan Myers (Erzbischof von Reims und Florent d’Illiers), Peter Maus (Cauchon), Simon Pauly (Vicar-Inquisitor), Ante Jerkunica (Jacobus von Arc), Paul Kaufmann (Colin), Morten Frank Larsen (Gilles de Rais), Lenus Carlson (Herzog von La Trémouille), Jörg Schörner (Herzog von Alençon), Markus Brück (Ritter Baudricourt), Nicole Piccolomini (Lison), Clemens Bieber (Bertrand de Poulengy).
 Live aus der Deutschen Oper Berlin.
 Direktübertragung auf Deutschlandradio Kultur.[10]
- 1. August 2013 – Manfred Honeck (Dirigent), ORF Radio-Symphonieorchester Wien, Salzburger Bachchor, Salzburger Festspiele und Theater Kinderchor.
 Juliane Banse (Johanna), Bryan Hymel (Hl. Michael), Siobhan Stagg (Hl. Katharina), Sofiya Almazova (Hl. Margarete), Pavol Breslik (Karl von Valois), Thomas E. Bauer (Erzbischof von Reims und Florent d’Illiers), Michael Laurenz (Cauchon und Bertrand de Poulengy), Johannes Stermann (Vicar-Inquisitor), Tobias Kehrer (Jacobus von Arc), Norbert Ernst (Colin), Johan Reuter (Gilles de Rais), Ruben Drole (Herzog von La Trémouille), Johannes Dunz (Herzog von Alençon), Martin Gantner (Ritter Baudricourt), Wiebke Lehmkuhl (Lison), Domen Križaj (Englischer Hauptmann).
 Live, konzertant von den Salzburger Festspielen.
 Direktübertragung im Radio Österreich 1, Capriccio C5515 (CD).[11]